# Punta Whymper
La Punta Whymper (4.184 m s.l.m.) è una vetta delle Grandes Jorasses nel massiccio del Monte Bianco. Si trova lungo la frontiera tra l'Italia e la Francia tra la Punta Walker (ad est) e la Punta Croz (ad ovest).

## Caratteristiche

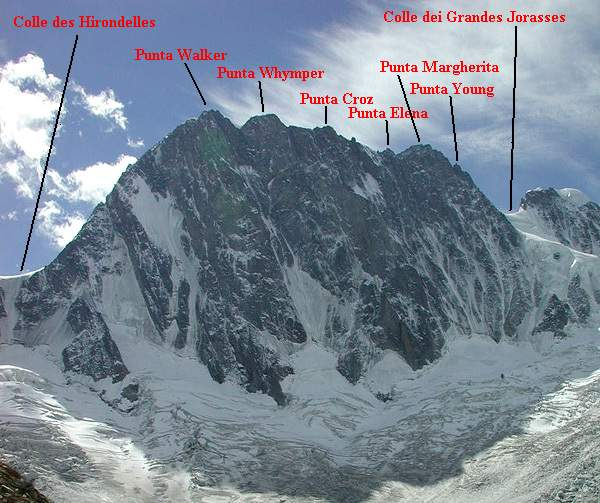
Versante nord (francese) delle Grandes Jorasses con indicata la Punta Whymper.

Prende il nome da Edward Whymper che la salì per primo, insieme con Michel Croz, Christian Almer e Franz Biner, il 24 giugno 1865.
La vetta è la seconda per altezza delle Grandes Jorasses dopo la Punta Walker. Con una prominenza di 40 m è stata inserita nell'elenco dei Quattromila delle Alpi.

## Ascesa alla vetta
Normalmente si sale sulla vetta provenendo dalla vicina Punta Walker e percorrendo la cresta che le unisce.